# 葬送的芙莉莲漫画章节列表
《葬送的芙莉蓮》（日语： Sōsō no Furīren */?）是山田鐘人原作、阿部司作畫的日本漫畫，開始連載於2020年4月28日發售的《週刊少年Sunday》2020年第22、23合併號。

## 单行本
| 1. 冒险的终点（） 2. 僧侣的谎言（） 3. 苍月草（） 4. 魔法使的秘密（） | 1. 杀人魔法（） 2. 新年祭（） 3. 魂眠之地（） |

| 1. 百分之一（） 2. 死者的幻影（） 3. 红镜龙（） 4. 村子的英雄（） 5. 北方关口（） | 1. 解放祭（） 2. 会说话的魔物（） 3. 多拉特（） 4. 杀害卫兵的凶手（） 5. 葬送的芙莉莲（） |

| 1. 不死军队（） 2. 突袭（） 3. 师父的招式（） 4. 卑鄙小人（） 5. 服从天秤（） | 1. 胜利与吊唁（） 2. 精灵的一厢情愿（） 3. 剑之乡（） 4. 送给战士的礼物（） 5. 平凡村落里的僧侣（） |

| 1. 僧侣与后悔（） 2. 理想的大人（） 3. 镜莲华（） 4. 混沌花（） 5. 奥尔登宅（） | 1. 佛鲁爷爷（） 2. 英雄之像（） 3. 踏上旅途的契机（） 4. 心灵支柱（） 5. 一级考试（） |

| 1. 陨铁鸟（） 2. 捕获作战的开始（） 3. 捕鸟魔法（） 4. 觉悟的准备时间（） 5. 战斗的理由（） | 1. 特权（） 2. 夺回陨铁鸟（） 3. 御水魔法（） 4. 更加美味的味道（） 5. 菲伦与烤点心（） |

| 1. 零落王墓（） 2. 迷宫与魔导具（） 3. 水镜恶魔（） 4. 迷宫中的激战（） 5. 作战会议（） | 1. 人类的时代（） 2. 近乎能切开一切的魔法（） 3. 次轮考试结束（） 4. 菲伦的法杖（） 5. 第三轮考试（） |

| 1. 赛丽艾的直觉（） 2. 小小的善举（） 3. 启程与离别（） 4. 封魔矿（） 5. 启程的理由（） | 1. 南之勇者（） 2. 剑之魔族（） 3. 埃托维斯山的秘密温泉（） 4. 喜欢的地方（） 5. 安静而惬意的时光（） |

| 1. 北部高原（） 2. 皇帝酒（） 3. 诺尔姆商会（） 4. 讨伐任务（） 5. 将军（） | 1. 遭遇战（） 2. 神技之雷弗尔迪（） 3. 散雾魔法（） 4. 了断（） 5. 龙群（） |

| 1. 科里多尔湖（） 2. 托尔大溪谷（） 3. 圣雪结晶（） 4. 黄金乡（） 5. 万物成金魔法（） | 1. 支配石环（） 2. 不知死活（） 3. 恶意（） 4. 对话（） 5. 善意（） |

| 1. 索莉缇尔（） 2. 罪恶感（） 3. 格鲁克（） 4. 幕前的工作（） 5. 维伊泽的末日（） | 1. 大结界（） 2. 解析（） 3. 无名的大魔族（） 4. 师徒（） 5. 观察（） |

| 1. 报应（） 2. 攻防（） 3. 魔法使的基础（） 4. 扭转局势之策（） 5. 同归于尽（） | 1. 恶有恶报（） 2. 扫墓（） 3. 魔像（） 4. 天脉龙（） 5. 女神之碑（） |

| 1. 重逢（） 2. 残影之札特（） 3. 勇者一行（） 4. 护送商人（） 5. 信赖（） | 1. 皇狱龙（） 2. 勇者之剑（） 3. 挚友（） 4. 归还魔法（） 5. 奇迹的幻影（） |

| 1. 菲亚拉托尔（） 2. 回忆（） 3. 虚构的英雄（） 4. 大路上的魔物（） 5. 迪坦城塞（） | 1. 努力的证明（） 2. 阴影中的战士（） 3. 家人（） 4. 新的任务（） 5. 回收任务（） |